# Mylothris alcuana
Mylothris alcuana is een vlindersoort uit de familie van de Pieridae (witjes), onderfamilie Pierinae.
Mylothris alcuana werd in 1910 beschreven door Grünberg.